# استعادة شعاب المحار

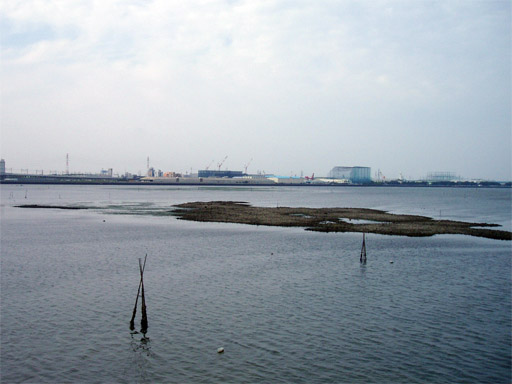
شعاب المحار

يشير مصطلح استعادة شعاب المحار إلى عملية إعادة بناء شعاب المحار أو استعادتها في جميع أنحاء العالم. تأثر المحار مع مرور الوقت سلبيًا بالتغيرات البيئية، مثل تقنيات صيد الأسماك المؤذية، والحصاد الجائر، وتلوث المياه، وعوامل أخرى. كانت نتائج هذه العوامل هي انتشار الأمراض، ما أدى في النهاية إلى انخفاض كبير في كل من تعداد المحار شعاب المحار وانتشارها واستدامتها. بصرف النظر عن الأهمية البيئية لشعاب المحار، تعد زراعة المحار المائية صناعة مهمة، خاصة في المناطق الساحلية. استُخدمت كل من المواد الصناعية والمكونات الطبيعية لإعادة بناء الشعاب في محاولة لتجديد تعداد المحار ومن ثم تعزيز إعادة تشكيل شعاب المحار.

## التقنيات
تُعد الخطوة الأولى في استعادة المحار تحديد مواقع الشعاب المحتملة. يجري ذلك عادةً من خلال المسوحات الشاملة التي تقيس مستويات الملوحة وجودة المياه والوجود السابق لشعاب المحار وظروف الركيزة -مساحة السطح التي يلتصق المحار بها- وانتشار الأمراض ونطاق المد والجزر وتركيز الأكسجين وتركز الطحالب وانتشار الحيوانات المفترسة وإمكانية الوصول والأمن.
فور تحديد الموقع، يُحصل على أصداف المحار عادةً -الأصداف المتحجرة أو المرجان أو المواد المماثلة الأخرى التي تنتجها الكائنات الحية المصممة لتوفير نقاط يستطيع المحار الاستقرار عليها- من برامج إعادة التدوير المستدامة. يُجمع كل من المحار وأصدافه المُستعملة من المزارعين والمطاعم وتُطهر من قبل المتطوعين لاستخدامها في استعادة المحار.
توفر هذه الأصداف المُعاد تدويرها فور إعادتها إلى الماء ركيزةً لبيض يرقات المحار لبدء ملء أحواض المحار التي وضعتها برامج المتطوعين، كتلك التي نُفذت في جنوب غرب فلوريدا، وكارولاينا الشمالية، وكارولينا الجنوبية، وجورجيا، وجنوب كاليفورنيا، وألاباما. هناك نوع شائع من المحار المُستخدم في استعادة المحار وهو محار أمريكا الشرقية (كراسوستريا فيرجينيكا)، الذي يُطلق عليه أيضًا المحار الأمريكي، والمحار الأطلسي، والمحار الشائع، ومحار فيرجينيا.
يتكاثر المحار وفقًا لمركز الزراعة المائية الإقليمي الجنوبي (إس آر إيه سي)، في الجزء الجنوبي من الولايات المتحدة عندما تكون درجات حرارة الماء أعلى من 68 درجة، ولكنه يتأثر بشكل أكبر بالموقع المحدد حيث تحدث مشاريع استعادة المحار، بالإضافة إلى أنواع المحار المستخدمة في المشروع، وإذا كان من نفس نوع المحار المحلي الموجود في المنطقة المحيطة، وكذلك خلوّه من الأمراض.
تُزرع الأيكة الساحلية والنباتات الساحلية الأخرى عادة في جنوب شرق الولايات المتحدة، بالاقتران مع جهود استعادة المحار لتوفير الركيزة -مساحة السطح التي يلتصق المحار بها- وتقليل التعرية الساحلية ما يؤدي إلى حدوث ترسبات أقل في مصبات الأنهار.
تتطلب استعادة المحار في المياه العامة تصاريح وتراخيص من وكالات مختلفة بمتطلبات تختلف من ولاية إلى أخرى، وتشمل التصاريح عادةً فيلق القوات البرية الأمريكي الهندسي ووكالات الموارد الطبيعية الحكومية وإدارات الصحة العامة الحكومية.

## الأهداف
تُعد استعادة شعاب المحار النتيجة المرجوة النموذجية لمشروعات الاستعادة هذه، وذلك لإنتاج نظام استقرار ثلاثي الأبعاد يعمل بكامل طاقته ويوفر خدمات النظام البيئي والوظائف الحيوية المرتبطة بها، مثل التنوع الحيوي البحري، وحماية الشواطئ، واحتجاز الرواسب، وتحسين جودة المياه، وتأمين فرص صيد الأسماك الترفيهية.
تقدم الإدارة الوطنية للمحيطات والغلاف الجوي (إن أو إيه إيه) بعض الأهداف الرئيسية لمشروع استعادة المحار:
- زيادة الحصاد التجاري.
- تأمين الموطن.
- تحسين جودة المياه.
- تحسين مجموعات يرقات المحار المضبوطة في منطقة أو زيادتها من خلال إنشاء محميات المحار.
- الحفاظ على التنوع الحيوي أو زيادته.
- استعادة الوظيفة البيئية.
- تشكيل حاجز لمنع تعرية الشاطئ أو تآكل الساحل.
- حماية مشاريع استعادة أعشاب البحر وتعزيزها.[15]

## القيمة البيئية
يعمل المحار بين المد والجزر بمثابة أنواع أساسية من خلال الحفاظ على نظام بيئي ساحلي صحي، إذ يرشح المحار المياه ويزيد من صفائها عن طريق استخراج الجسيمات المعلقة العضوية وغير العضوية. تقدر سعة الترشيح لمحار بالغ متوسط 50 غالونًا (نحو 189 لترًا) في اليوم. لا ينظف المحار المياه فحسب، بل يعمل أيضًا بمثابة مناطق احتجاز فعالة للشاطئ من خلال تشتيت الطاقة الناتجة عن أعطال القوارب والأمواج، وتدعم شعاب المحار بالإضافة لذلك المسمكات الخطيرة من خلال توفير موائل لأنواع عديدة من الأسماك والقشريات والأسماك الصدفية.
لا تُعد القيمة البيئية لإعادة استخدام أصداف المحار لمشاريع استعادة المحار أمرًا حيويًا فقط لوقف إنتاج النفايات، ولكن أيضًا لزيادة عدد مناطق استقرار المحار وتنويعها في منطقة معينة. تُفيد استعادة المحار اقتصاديًا أيضًا بالإضافة إلى الفوائد البيئية الأخرى، إذ تعتمد المجتمعات الساحلية بشكل كبير على المحار من أجل كسب الربح والعيش.

### القضايا الوقائية البيئية
تُستخدم بعض الشعاب القديمة لبناء شعاب المحار التصالحية في المواقع القريبة، ولكن تميل العديد من المشاريع إلى الابتعاد عن طريقة الزرع هذه للحد من مخاطر الضرر البيئي الناتج عن عملية التجريف. هناك مشكلة أخرى تتعلق بالضرر البيئي وهي وضع أنواع المحار الغازية أو التي أُدخلت حديثًا إلى موطن غير معروف، ما قد يسبب ضررًا أكثر من النفع. لذلك، من المهم وضع أنواع المحار بشكل صحيح في موائلها الخاصة لمنع تشكيل الضرر البيئي على شعاب المحار القريبة. يتوفر مزيد من المعلومات في وكالات الإرشاد المحلية داخل الولاية التي تعيش فيها.

## القيمة الاقتصادية
توفر شعاب المحار موائل أساسية للعديد من الأسماك ذات الأهمية البيئية والاقتصادية بالإضافة إلى الأنواع اللافقارية. تعمل مجتمعات المحار الصحي على تحسين جودة المياه، ما يحسن الصيد التجاري والترفيهي، والقوارب الترفيهية، والسياحة البيئية. لا تؤدي استعادة المحار فقط إلى خلق وظائف إضافية خلال مدة المشاريع، ولكنها تحمي أيضًا العديد من الوظائف الأخرى التي تتفاوت من البناء البحري إلى وظائف البحث العلمي. قال البروفسور بول زيمبا، مدير مركز الدراسات الساحلية في جامعة تكساس إيه آند إم كوربوس كريستي، «يُعد المحار موردًا بيئيًا واقتصاديًا مهمًا، إذ يخلق المحار موائل للأسماك والبكلويز، ويصفي مياه الخليج وينقيها، ويحمي الشواطئ من التعرية، وهو عنصر تجاري ذو قيمة بالنسبة للمسمكات».